# Pukara
Pukara eller Pukarajärvi är en sjö i Finland. Den ligger i kommunen Konnevesi i landskapet Mellersta Finland, i den centrala delen av landet, 280 km norr om huvudstaden Helsingfors. Pukara ligger 106,9 meter över havet. Den är 15 meter djup. Arean är 3,77 kvadratkilometer och strandlinjen är 27,12 kilometer lång. Sjön  ingår i Kymmene älvs huvudavrinningsområde.   I dessa uppgifter är Pääjärvi längst i söder inräknat. I omgivningarna runt Pukara växer i huvudsak blandskog.